# Patrick Taval
Patrick Taval MSC (ur. 4 maja 1956 w Taranga, zm. 29 kwietnia 2013) – papuaski duchowny rzymskokatolicki, misjonarz Najświętszego Serca Jezusowego, biskup pomocniczy Rabaulu, koadiutor i biskup Keremy.

## Biografia
Patrick Taval urodził się 4 maja 1956 w Taranga na Terytorium Papui i Nowej Gwinei. 8 stycznia 1984 otrzymał święcenia prezbiteriatu i został kapłanem misjonarzy Najświętszego Serca Jezusowego.
22 czerwca 1999 papież Jan Paweł II mianował go biskupem pomocniczym archidiecezji Rabaul oraz biskupem tytularnym Thimidy. 2 października 1999 przyjął sakrę biskupią z rąk arcybiskupa Rabaulu Karla Hesse MSC. Współkonsekratorami byli biskup Alotau-Sideia Desmond Moore MSC oraz biskup Kaviengu Ambrose Kiapseni MSC.
6 grudnia 2007 papież Benedykt XVI mianował go koadiutorem biskupa Keremy. 13 marca 2010, po przejściu swojego poprzednika na emeryturę, objął diecezję.
Zmarł 29 kwietnia 2013.